# Список пресмыкающихся, занесённых в Красную книгу России
Список пресмыкающихся, занесённых в Красную книгу России включает 4 видов и подвидов черепах, 18 — ящериц и 19 — змей.

## Охранные статусы
Категории охранного статуса видов в «Красной книги России»:
0 — Вероятно исчезнувшие. Таксоны, известные ранее с территории (или акватории) России, нахождение которых в природе не подтверждено в последние 50 лет (для беспозвоночных — в последние 100 лет), но возможность их сохранения нельзя исключить.
1 — Находящиеся под угрозой исчезновения. Таксоны, численность особей которых уменьшилась до критического уровня или число их местонахождений настолько сократилось, что в ближайшее время они могут исчезнуть.
2 — Сокращающиеся в численности и/или распространении. Таксоны с неуклонно сокращающейся численностью, которые при дальнейшем воздействии факторов, снижающих численность, могут в короткие сроки попасть в категорию находящихся под угрозой исчезновения:
3 — Редкие. Таксоны с естественной невысокой численностью, встречающиеся на ограниченной территории (или акватории) или спорадически распространенные на значительных территориях (или акваториях), для выживания которых необходимо принятие специальных мер охраны:
4 — Неопределенные по статусу. Таксоны, которые, вероятно, относятся к одной из предыдущих категорий, но достаточных сведений об их состоянии в природе в настоящее время нет, либо они не в полной мере соответствуют критериям других категорий, но нуждаются в специальных мерах охраны.
5 — Восстанавливаемые и восстанавливающиеся. Таксоны, численность и область распространения которых под воздействием естественных причин или в результате принятых мер охраны начали восстанавливаться и приближаются к состоянию, когда не будут нуждаться в специальных мерах по сохранению и восстановлению.
Категории статуса угрозы исчезновения объектов животного мира, характеризующих их состояние в естественной среде обитания:
ИР — Исчезнувшие в Российской Федерации (RE);
КР — Находящиеся под критической угрозой исчезновения ;
И — Исчезающие ;
У — Уязвимые ;
БУ — Находящиеся в состоянии, близком к угрожаемому ;
HO — Вызывающие наименьшие опасения ;
НД — Недостаточно данных .
Категории степени и первоочередности принимаемых и планируемых к принятию природоохранных мер (природоохранный статус):
I приоритет — требуется незамедлительное принятие комплексных мер, включая разработку и реализацию стратегии по сохранению и/или программы по восстановлению (реинтродукции) объекта животного мира и планов действий;
II приоритет — необходима реализация одного или нескольких специальных мероприятий по сохранению объекта животного мира;
III приоритет — достаточно общих мер, предусмотренных нормативными правовыми актами Российской Федерации в области охраны окружающей среды, организации, охраны и использования особо охраняемых природных территорий и охраны и использования животного мира и среды его обитания, для сохранения объектов животного или растительного мира, занесенных в Красную книгу Российской Федерации.

## Черепахи (Testudines)
| Иллюстрация                                    | Русское и латинское название, автор таксона                                                 | Ареал на территории России. Численность и лимитирующие факторы | Категории и приоритет | Статус МСОП               |
| ---------------------------------------------- | ------------------------------------------------------------------------------------------- | --- | --------------------- | ------------------------- |
| Семейство Трёхкоготные черепахи (Trionychidae) |                                                                                             | |                       |                           |
|                                                | Дальневосточная черепаха Pelodiscus maackii (Brandt, 1869)                                  | Распространена на территории Приморского и Хабаровского краёв и Еврейской АО. Имеются единичные заходы в Амурской области. В целом ареал фрагментирован и представлен несколькими группировками. Лимитирующие факторы: наличие зимовальных водоёмов глубже 3—4 м, затяжные паводки во второй половине лета и использование мест размножения человеком в качестве мест отдыха, загрязнение воды. | 2 У II                | Уязвимый вид              |
| Семейство Пресноводные черепахи (Emydidae)     |                                                                                             | |                       |                           |
|                                                | Колхидская болотная черепаха Emys orbicularis colchica Fritz, 1994                          | Обитает в равнинной и предгорной части крайнего юго-востока Краснодарского края в пределах Сочи до посёлка Догомыс на северо-западе. В настоящее время ареал разорван, во многих местах черепаха исчезла. Общая численность в России едва превышает 150 особей. Лимитирующие факторы: строительство железной дороги Туапсе — Сухуми, осушение болот Имеретинской низменности, развитие курортного строительства, прямое истребление человеком, вселение инвазивного вида — красноухой черепахи. Имеет спорный таксономический статус — многими герпетологами считается младшим синонимом номинативного подвида E. o. orbicularis. | 1 КР I                | [ К 2 ]                   |
| Семейство Сухопутные черепахи (Testudinidae)   |                                                                                             | |                       |                           |
|                                                | Средиземноморская черепаха Никольского Testudo graeca nikolskii Ckhikvadze et Tuniyev, 1986 | Подвид со спорным таксономическим статусом. Часто считается младшим синонимом T. g. ibera Pallas, 1814. Распространена на Черноморском побережье от Анапы и долины реки Псоу до окрестностей Крымска. Численность подвида снижается. Популяция разбита на отдельные группировки. Лимитирующие факторы: фрагментация и уничтожение местообитаний и браконьерский отлов, гибель на дорогах и в сельхозугодьях. | 1 И I                 | Вид на грани исчезновения |
|                                                | Средиземноморская черепаха Палласа Testudo graeca pallasi Ckhikvadze et Bakradze, 2002      | Подвид со спорным таксономическим статусом. Часто считается младшим синонимом T. g. armeniaca Ckhikvadze et Bakradze, 1991. Ареал ограничен Дагестаном, хотя имеются неподтверждённые данные о находках в восточной Чечне. Низменные и предгорные популяции изолированы трансформированными ландшафтами. В настоящее время в Дагестане обитает около 1000 особей. Лимитирующие факторы: сокращение площади и фрагментация ареала, деградация местообитаний в связи с хозяйственной деятельностью человека, расширение агломераций.                                                                                                | 1 И I                 | Уязвимый вид              |

## Ящерицы (Sauria)
| Иллюстрация                              | Русское и латинское название, автор таксона                                          | Ареал на территории России. Численность и лимитирующие факторы | Категории и приоритет | Статус МСОП       |
| ---------------------------------------- | ------------------------------------------------------------------------------------ | --- | --------------------- | ----------------- |
| Семейство Гекконы (Gekkonidae)           |                                                                                      | |                       |                   |
|                                          | Пискливый геккончик Alsophylax pipiens (Pallas, 1814)                                | В России обитает только на горе Большое Богдо в Богдинско-Баскунчакском заповеднике в Астраханской области, являющейся типовой территорией вида. Считается исчезнувшим на юге Оренбургской области. Численность российской популяции оценивается как стабильная, несмотря на то, что она испытывает значительный антропогенный стресс из-за высокой рекреационной нагрузки. | 1 И III               | Вид вне опасности |
|                                          | Крымский геккон Mediodactylus danilewskii (Strauch, 1887)                            | Спорадически распространён на крайнем юге Крыма. Средняя плотность в природных биотопах 12-20 особей/ 1000 м². Уязвим из-за узкой экологической приуроченности, фрагментированного ареала и низкой плодовитости. Угрозу представляют лесные пожары и последующая активизация оползней, эрозия склонов и уничтожение сухостоя и валежника, а также реконструкция старых зданий, в щелях которых геккон обитает.                                                                       | 2 У II                | [ К 3 ]           |
| Семейство Агамовые (Agamidae)            |                                                                                      | |                       |                   |
|                                          | Степная агама Trapelus sanguinolentus (Pallas, 1814)                                 | В России проходит западная граница распространения вида, где он изолированно обитает на Терском песчаном массиве в Чечне, Дагестане и Ставропольском крае (где вид, по-видимому исчез). Находки в Чечне не известны с 2014 года. Ареал неуклонно сокращается из-за антропогенной нагрузки и увеличения численности врановых. | 2 У II                | Вид вне опасности |
|                                          | Такырная круглоголовка Phrynocephalus helioscopus (Pallas, 1771)                     | Спорадически распространена в Астраханской области (Ахтубинский, Харабалинский и Красноярский районы), где обитает номинативный подвид и в Алтайском крае (Михайловский, Волчихинский, Новичихинский, Егорьевский, Угловский и Рубцовский районы), где обитает подвид Ph. helioscopus varius. Численность в российских популяциях стабильно низкая. Лимитирующие факторы: исчезновение такыровидных участков в результате гидромелиорации, вырубка ленточных лесов в Алтайском крае. | 2 У II                | Вид вне опасности |
|                                          | Ушастая круглоголовка Phrynocephalus mysctaceus (Pallas, 1776)                       | В России изолированные популяции обитают на песчаных массивах на юге Астраханской области, востоке Калмыкии, на юго-востоке Ставропольского края, северо-востоке Чечни и в Дагестане в Ногайском и Кумторкалинском районах. Лимитирующими факторами являются вывоз песка с песчаных массивов, прямое уничтожение человеком и отлов в коммерческих целях. | 2 У II                | Вид вне опасности |
| Семейство Веретенициевые (Anguidae)      |                                                                                      | |                       |                   |
|                                          | Желтопузик Pseudopus apodus (Pallas, 1775)                                           | Охраняются популяции полуострова Крым и Черноморского побережья Кавказа, где численность вида за 20 лет сократилась не менее чем вдвое в связи с курортным строительством. Ежегодно отмечаются случаи гибели на автотрассах и преследования человеком в связи со сходством со змеёй. | 2 И III               | Вид вне опасности |
| Семейство Сцинковые (Scincidae)          |                                                                                      | |                       |                   |
|                                          | Дальневосточный сцинк Plestiodon finitimus Okamoto et Hikida, 2012                   | Эндемик Курильских и Японских островов. В России достоверно обитает только на острове Кунашир, где местами обычен. Лимитирующие факторы: охлаждение термальных источников, загрязнение и разрушение местообитаний в связи с хозяйственной деятельностью человека и, возможно, интродукция на остров европейской норки. | 3 У III               | Вид вне опасности |
|                                          | Длинноногий сцинк Eumeces schneideri (Daudin, 1802)                                  | В России пролегает северная граница ареала вида. Здесь он обитает на юге Дагестана изолированно от популяций восточного Закавказья. Редкий и малочисленный вид. Основным лимитирующим фактором является деградация местообитаний в связи с разработкой карьеров, перевыпасом скота и замусоривания. Известны случаи отлова в коммерческих целях. | 2 И II                | Вид вне опасности |
| Семейство Настоящие ящерицы (Lacertidae) |                                                                                      | |                       |                   |
|                                          | Ящерица Щербака Darevskia szczerbaki (Lukina, 1963)                                  | Узколокальный эндемик Краснодарского края, обитающий на приморских обрывах в местах выхода родников между Анапской бухтой и мысом Кадош. Лимитирующие факторы: узкая экологическая приуроченность, изменение климата, уничтожение прибрежных биотопов, коммерческий отлов, неспособность к синантропизации. | 1 И II                | [ К 4 ]           |
|                                          | Монгольская ящурка Барбура Eremias argus barbouri Schmidt, 1925                      | Редкий подвид, обитающий в лесостепной и степной зоне Селенгинского среднегорья в Забайкалье. Ареал и численность постоянно сокращаются вследствие уничтожения мест обитания. | 3 У III               | [ К 2 ]           |
|                                          | Западная разноцветная ящурка Eremias arguta deserti (Gmelin, 1789)                   | Охраняются популяции Крыма и Краснодарского края, где встречается на плотных песках морских кос, в полынных и злаковых ассоциациях. Численность популяций сокращается. Главным лимитирующим фактором является антропогенная трансформация биотопов. | 2 У II                | [ К 5 ]           |
|                                          | Тувинская ящурка Пржевальского Eremias przewalskii tuvensis Szczerbak, 1970          | Редкий подвид, приуроченный к песчаным массивам. В России встречается только на крайнем юге Тывы. Численность относительно стабильна. Опасность для обитания могут представлять рекреационная нагрузка и выпас скота. | 3 У III               | [ К 2 ]           |
|                                          | Кавказская быстрая ящурка Eremias velox caucasia Lantz, 1928                         | Спорадически распространена в Астраханской области, Калмыкии, Ставропольском крае, на северо-востоке Чечни, в низменном Дагестане и, вероятно, в Северной Осетии. С начала века наметилась тенденция к угасанию микропопуляций. За 10 лет численность снизилась на 30 %. Лимитирующими факторами являются сокращение местообитаний и фрагментация ареала вследствие остепнения песков, на которых ящурка обитает.                                                                    | 2 У III               | [ К 2 ]           |
|                                          | Грузинская прыткая ящерица Lacerta agilis grusinica Peters, 1960                     | Обитает на узкой полосе Черноморского побережья от реки Псезуапсе до реки Псоу. Ареал сильно фрагментирован. Лимитирующим фактором является освоение предгорий и лесных долин в Сочи, в долине реки Мзымта и окрестностях Красной поляны. | 2 У III               | [ К 2 ]           |
|                                          | Мзымтинская прыткая ящерица Lacerta agilis mzymtensis Tuniyev S. et Tuniyev B., 2008 | Встречается только в субальпийском поясе верховьев Мзымты в Краснодарском крае. Численность крайне низка. Угрозу представляет рекреационное освоение местообитания. | 1 И III               | [ К 2 ]           |
|                                          | Средняя ящерица Lacerta media Lantz et Cyren, 1920                                   | Охраняется черноморская популяция, распространённая от окрестностей Варваровки до Михайловского перевала. Численность популяций сократилась не менее на 30 %. Угрозу представляют курортное строительство, фрагментация и преобразование местообитаний, а также браконьерство. | 2 У III               | [ К 2 ]           |
|                                          | Стройная змееголовка Ophisops elegans (Ménétries, 1832)                              | Обитает на юге Дагестана, где проходит граница ареала вида. Численность в регионе неуклонно снижается. Лимитирующие факторы: небольшая площадь местообитаний, перевыпас скота, разработка карьеров. | 1 И II                | [ К 5 ]           |
|                                          | Корейская долгохвостка Takydromus wolteri Fischer, 1885                              | Распространена в центральной и южной части Приморского края. Имеются тенденции к сокращению ареала. Локально обычна, но отдельные популяции находятся под угрозой исчезновения. Негативное влияние оказывают весенне-осенние низовые пожары, распашка лугов, обработка полей пестицидами и гербицидами. | 3 У III               | Вид вне опасности |

## Змеи (Serpentes)
| Иллюстрация                        | Русское и латинское название, автор таксона                       | Ареал на территории России. Численность и лимитирующие факторы | Категории и приоритет | Статус МСОП       |
| ---------------------------------- | ----------------------------------------------------------------- | --- | --------------------- | ----------------- |
| Семейство Удавы (Boidae)           |                                                                   | |                       |                   |
|                                    | Западный удавчик Eryx jaculus (Linnaeus, 1758)                    | В России проходит северная граница ареала вида. Обитает на востоке Северного Кавказа и в Калмыкии. По естественным причинам ареал носит мозаичный характер. Лимитирующими факторами являются распашка степей, мелиорация, рост поголовья скота, использование Каспийского побережья для отдыха, урбанизация. | 2 У II                | [ К 5 ]           |
|                                    | Песчаный удавчик Eryx miliaris (Pallas, 1773)                     | По территории России в Астраханской области, Калмыкии, Ставропольском крае, Чечне и Дагестану проходит западная граница ареала вида. Различают два подвида, граница между которыми проходит по Волго-Ахтубинской пойме: E. m. miliaris обитает к востоку от неё, а E. m. nogaiorum — к востоку. Численность вида в России неуклонно сокращается, особенно в Предкавказье, что связано с сокращением площадей открытых песков из-за перевыпаса скота, увеличения количества осадков, развития ирригации и бахчеводства. | 2 У II                | [ К 5 ]           |
| Семейство Ужеобразные (Colubridae) |                                                                   | |                       |                   |
|                                    | Краснопоясный динодон Lycodon rufozonatum Cantor, 1842            | В России известен по 6 достоверным находкам на юге Приморского края, отмеченные в пойменной части реки Малая Ананьевка в Надеждинском районе. | 4 У II                | Вид вне опасности |
|                                    | Японский полоз Euprepiophis conspicillata (Boie, 1826)            | В России встречается только на острове Кунашир, где проходит северная граница распространения вида. Численность на острове оценивается в 200—250 особей. Имеет низкий потенциал размножения. Иногда убивается местными жителями. | 1 КР II               | Вид вне опасности |
|                                    | Палласов полоз Elaphe sauromates (Pallas, 1814)                   | Обитает в Крыму, в Ростовской области, Калмыкии, в Нижнем Поволжье и на Кавказе. Численность повсеместно низкая. Негативными факторами являются распашка земель, перевыпас скота, строительство дорог, сведение пойменных лесов, работа каменных карьеров, прямое уничтожение и отлов в коммерческих целях. | 2 У II                | Вид вне опасности |
|                                    | Каспийский полоз Dolichophis caspius (Gmelin, 1789)               | Охраняется Черноморская популяция, населяющая узкую полосу от Анапы до границы с Абхазией. Плотность популяции повсеместно низкая. Лимитирующие факторы: уничтожение местообитаний, прямое истребление человеком, гибель на дорогах. | 2 У III               | Вид вне опасности |
|                                    | Колхидский уж Natrix megalocephala Orlov et Tuniyev, 1986         | Обитает в пределах Краснодарского края и Адыгеи от окрестностей Крымска до Шахгиреевского ущелья и от Геленджика до долины реки Псоу. Естественно редкий вид с сокращающейся численностью. Лимитирующие факторы: разрушение местообитаний, уничтожение человеком, снижение численности земноводных из-за инвазии енота-полоскуна. Вид не признаётся многими систематиками и считается синонимом Natrix natrix scutata                                                                                                  | 2 У III               | Вид вне опасности |
|                                    | Полосатый полоз Orientocoluber spinalis (Peters, 1866)            | В России все достоверные находки известны из бухты Пемзовая залива Посьет на юге Приморского края. Данные о численности в России отсутствуют, но вид считается редким по всему своему ареалу. | 3 НД III              | Вид вне опасности |
|                                    | Оливковый полоз Platyceps najadum (Eichwald, 1831)                | Охраняется черноморская популяция, обитающая от Анапы до реки Псоу. Встречается нерегулярно. В связи с глобальным потеплением встречается чаще в Сочинском национальном парке. Лимитирующие факторы: разрушение и фрагментация местообитаний, гибель на дорогах, браконьерство. | 2 У III               | Вид вне опасности |
|                                    | Закавказский полоз Zamenis hohenackeri (Strauch, 1873)            | Имеет дизъюнктивный ареал. Обитает в Чечне и Дагестане, и, возможно, в Северной Осетии и Ингушетии. Численность низкая. Лимитирующие факторы: трансформация аридных ландшафтов, уничтожение человеком, отлов в коммерческих целях. | 2 У II                | Вид вне опасности |
|                                    | Эскулапов полоз Zamenis longissimus (Laurenti, 1768)              | В России обитает в Краснодарском крае на черноморском побережье от Анапы до реки Псоу и в Адыгее в бассейне среднего течения реки Белая. Отмечено локальное снижение численности. Лимитирующие факторы: разрушение и фрагментация местообитаний, гибель на дорогах, браконьерство. | 2 У III               | Вид вне опасности |
|                                    | Леопардовый полоз Zamenis situla (Linnaeus, 1758)                 | В России обитает только в прибрежных районах горного Крыма. Скрытный вид с естественно низкой численностью. Имеет мозаичный ареал и низкую плодовитость. Местообитания вида уничтожаются под виноградники и посевы, а также сгорают в ходе пожаров. Наблюдается их деградация из-за использования людьми для отдыха. Уничтожается людьми, которые принимают его за ядовитую змею, вылавливается в коммерческих целях.                                                                                                  | 1 И I                 | Вид вне опасности |
|                                    | Кошачья змея Telescopus fallax iberus (Linnaeus, 1758)            | В России встречается только в предгорьях Дагестана от Самура до Сулака, где проходит северная граница ареала вида. Вид изучен слабо из-за скрытного образа жизни. Численность считается низкой. Основной лимитирующий фактор — фрагментация ареала вследствие аграрного освоения территорий. Отмечены коммерческий отлов и прямое истребление. | 3 У II                | [ К 2 ]           |
| Семейство Гадюковые (Viperidae)    |                                                                   | |                       |                   |
|                                    | Кавказская гюрза Macrovipera lebetina obtusa (Dwigubsky, 1832)    | В России обитает в Дагестане, где проходит северная граница обитания вида. Численность неуклонно сокращается. Этому способствует хозяйственной освоение местообитаний, браконьерство (с целью продажи или сбора яда), деятельность карьеров и прямое истребление человеком. Серьёзный урон численности нанесла работа серпентария ООО «Биофарм». | 2 У II                | [ К 5 ]           |
|                                    | Гадюка Динника Vipera dinniki Nikolsky, 1913                      | Обитает в среднегорных и высокогорных районах Большого Кавказа, преимущественно в субальпийском поясе. Повсеместно наблюдается сокращение численности вследствие отлова и прямого уничтожения человеком и развития спортивно-туристических комплексов на Кавказе. | 2 У III               | Уязвимый вид      |
|                                    | Кавказская гадюка Vipera kaznakovi Nikolsky, 1909                 | Обитает в предгорных районах Черноморского побережья от окрестностей Туапсе до границы с Абхазией на площади не более 500 км². По всему ареалу наблюдается стремительное снижение численности. Снижению способствуют уничтожение гадюк и их биотопов, интенсивный отлов террариумистами, рекреационное освоение черноморского побережья Кавказа. | 1 И I                 | Вымирающий вид    |
|                                    | Реликтовая гадюка Vipera magnifica (Tuniyev et Ostrovskikh, 2001) | Эндемик России, обитающий в пределах Краснодарского края и Адыгеи. Возможно нахождение в Карачаево-Черкессии. Численность крайне низкая. Лимитирующими факторами являются узкая экологическая приуроченность вида, угнетённость реликтового вида в несвойственных ему биотопах, низовые пожары, отлов, использование местообитаний человеком для отдыха. | 1 И I                 | Вымирающий вид    |
|                                    | Гадюка Орлова Vipera orlovi (Tuniyev et Ostrovskikh, 2001)        | Эндемик России, обитающий в Краснодарском крае на склонах северо-западной части Большого Кавказа от горы Собер-Баш и хребта Маркохт до вершины Большой Псеушхо Крайне редкий вид с быстро снижающейся численностью из-за сокращения и разрушения местообитаний, браконьерского отлова и прямого разрушения человеком. | 2 И II                | CR                |
|                                    | Восточная степная гадюка Vipera renardi (Christoph, 1861)         | Охраняются популяции Предкавказья и полуострова Крым, где наблюдается снижение численности вследствие разрушения местообитаний и фрагментацией ареала, отлова для содержания в серпентариях, строительства на побережье лагунных озёр и систематического уничтожения работниками лесничеств и военнослужащими. | 2 У II                | [ К 5 ]           |

## Комментарии
1. ↑  Бо́льшая часть Крымского полуострова  является объектом территориальных разногласий между Россией, контролирующей спорную территорию, и Украиной, в пределах признанных большинством государств — членов ООН границ которой спорная территория находится. Согласно федеративному устройству России, на спорной территории Крыма располагаются субъекты Российской Федерации — Республика Крым и город федерального значения Севастополь. Согласно административному делению Украины, на спорной территории Крыма располагаются регионы Украины — Автономная Республика Крым и город со специальным статусом Севастополь.
2. 1 2 3 4 5 6 7 8  для вида в целом
3. ↑  для комплекса видов Mediodactylus kotschyi, из которого крымский геккон был выделен
4. ↑  в составе Скальной ящерицы Браунера, из которой ящерицу Щербака выделили
5. 1 2 3 4 5 6  для вида в Европе